# 도나미번
도나미 번(일본어: 斗南藩 도나미한[*])은 일본 메이지 시대 초기에 생겨난 번으로, 시모키타반도에 위치하였다.

## 보신 전쟁과 아이즈 번
1868년(게이오 4년), 막부 세력과 신정부군이 벌인 보신 전쟁이 발발했다. 당시 아이즈번은 구 막부 세력의 중심으로 간주되어 신정부군의 적, 나아가 조정의 적이 되고 말았다. 아이즈번은 무쓰, 데와, 에치고 등지의 번 세력의 지원과 쇼나이번과의 동맹 관계를 배경으로 신정부군에 맞서 싸웠으나 결국 패하여 항복하였다. 그 결과 아이즈번의 영지는 아이즈가로부터 몰수되었고, 번주 마쓰다이라 가타모리는 금고형에 처해졌다.

## 도나미 번의 탄생
이듬해인 1869년(메이지 2년) 11월 3일, 당시 돌도 지나지 않은 아기이던 가타모리의 맏아들 가타하루는 아이즈 마쓰다이라가의 가명(家名) 존속을 윤허받았고, 1870년(메이지 3년) 1월 5일에는 옛 아이즈의 번사들 4천 7백여 명이 근신에서 풀려났다. 아이즈번을 몰수받은 대신 마쓰다이라 가문에게는 혼슈 북단의 시모키타반도의 시모키타 군, 가미키타 군, 산노헤 군, 니노헤 군 일대의 3만 석이 봉지로 주어진 것이다. 새로이 받은 영지의 이름은 도나미(斗南)로 지어졌는데, 이는 '북두 이남은 모두 황제의 땅이라'(北斗以南皆帝州)는 구절에서 나왔다. 4월 18일, 이주를 위한 제1진 3백 명이 하치노헤(八戶)에 상륙했고, 번주 가타하루는 번사 도미타 시게미쓰(冨田重光)의 품에 안겨 고노헤(五戶)에 이르렀다. 최초의 번청(藩廳)은 옛 고노헤 다이칸쇼(五戸代官所)였다. 나중에 아오모리현 무쓰시에 있는 엔쓰지(円通寺)로 번청을 옮겼다. 또한 홋카이도의 우타스쓰 등 네 개의 군에도 지배지를 두었다.

## 도나미 번의 시련과 폐지
도나미 번은 3만 석의 영지라고는 하나 불모의 땅으로, 실제로는 7천 석 정도의 영지에 지나지 않았다. 삼림 자원이 풍부하나 임업을 제대로 활용하기 어려웠다. 번으로 입식해 들어온 이들도 겨우 220여 명이었으며, 추위와 기근 속에 목숨을 잃는 번사들도 적지 않았다. 결국 1871년 폐번치현으로 도나미 번은 도나미 현이 되었고, 나중에는 히로사키 현에 포함되었다가 아오모리현으로 편입되었다. 번 영지 중 일부인 니노헤 군은 이와테현으로 편입되었다.

## 역대 번주
- 마쓰다이라 가타하루(松平容大) 재위 1869년 ~ 1871년

## 폐번치현 이후

### 도나미 현
도나미 현(일본어: 斗南県 도나미켄[*])은 일본의 옛 행정구역명이다. 도나미 번이 폐번치현으로 인해 1871년 8월 29일 현으로 바뀐 것이다. 얼마 지나지 않아 히로사키 현에 편입되었다.

## 같이 보기
- 히로사키 현
- 아오모리현